# BBC Micro
El BBC Micro, conocido cariñosamente como el Beeb, fue uno de los primeros ordenadores domésticos en el Reino Unido. Fue diseñado y construido por Acorn Computers para la British Broadcasting Corporation (BBC).
A principios de los años 1980, La BBC comenzó lo que se ha sido conocido como el BBC Computer Literacy Project (Proyecto de Alfabetización Informática de la BBC). El proyecto fue iniciado en gran parte en respuesta a un extremadamente influyente documental de la ITV, The Mighty Micro (El Extraordinario Micro), en el cual, el Dr. Christopher Evans, del National Physical Laboratory, predijo la llegada de la revolución del (micro) computador y su impacto en la economía, la industria y la forma de vida del Reino Unido.

## Antecedentes
La BBC quería basar su proyecto en un microcomputador capaz de realizar varias tareas que ellos podían entonces demostrar en su serie de TV The Computer Programme (El Programa de los ordenadores) (1981). 
La lista de temas incluía programación, gráficos, sonido y música, Teletexto, controlando hardware externo, inteligencia artificial, etc. 
La BBC decidió distinguir un microcomputador, después elaboró una especificación bastante ambiciosa (para su tiempo) y solicitó ofertas
La BBC discutió el problema con Sir Clive Sinclair, quien intentó ofrecer el fracasado microcomputador Grundy NewBrain, pero no estaba nada cerca de la especificación que la BBC había elaborado, y fue rechazado. 
La BBC concertó citas para ver otros fabricantes de computadoras británicos, incluyendo Dragon Data y Acorn Computers.
El equipo de Acorn había estado trabajando en una mejora de su existente microcomputador Atom. Conocido como el Proton, incluyó mejores gráficos y una más rápida CPU 6502 de 2 MHz (MOS Technology). 
En ese tiempo, la máquina solamente estaba en forma de prototipo, pero el equipo de Acorn, que dependía en gran parte de estudiantes de la Universidad de Cambridge, (tales como la legendaria Sophie Wilson y Steve Furber), trabajaron durante toda la noche para tener un Proton funcional para mostrar a la BBC. 
El Acorn Proton no solamente era la única máquina que cumplía con la especificación de la BBC, también la excedió en casi cada campo. Era un claro ganador.
Se rumorea que la BBC originalmente rechazó el Proton, alegando que no representaba correctamente la era moderna del computador. 
Cómo respuesta, la Acorn presentó el Proton otra vez, esta vez con las teclas de funciones pintadas en naranja brillante, sin ningún otro cambio. Fue aceptado.

## Impacto del mercado
La máquina fue lanzada, como el BBC Microcomputer, a finales de 1981. La máquina fue extremadamente popular en el Reino Unido, al igual que el ZX Spectrum de Sinclair, también lanzado por ese tiempo. La demanda excedió grandemente la producción y por algunos meses había mucho retardo antes de que los clientes recibieran las máquinas que habían pedido. Un breve intento de comercializar la máquina en los Estados Unidos falló debido en gran parte al dominio de la familia del Apple II. El éxito de la máquina en el Reino Unido fue en gran parte debido a su aceptación como computadora "educativa". La gran mayoría de las escuelas británicas usaron los BBC micro para enseñar habilidades de conocimiento de informática y tecnologías de la información. Hasta este momento, Research Machines había sido uno de los líderes en mercado británico de computadores educativos. El BBC Micro también era una máquina mucho más fiable y resistente que el ZX Spectrum, pudiendo hacer frente a todo el uso que los alumnos podían darle.
El "Beeb", como pronto comenzó a ser conocido por sus usuarios, vino inicialmente en dos modelos: el Model A y el Model B, con precios iniciales de £235 y £335 respectivamente pero incrementándose casi inmediatamente a £299 y a £399 debido a costos crecientes ( (enlace roto disponible en Internet Archive; véase el historial, la primera versión y la última).). Acorn anticipó que las ventas totales del computador iban a ser de alrededor 12 000 unidades, pero finalmente fueron vendidos más de 1 millón de BBC Micros.

## Descripción

### Características del hardware, Modelos A y B

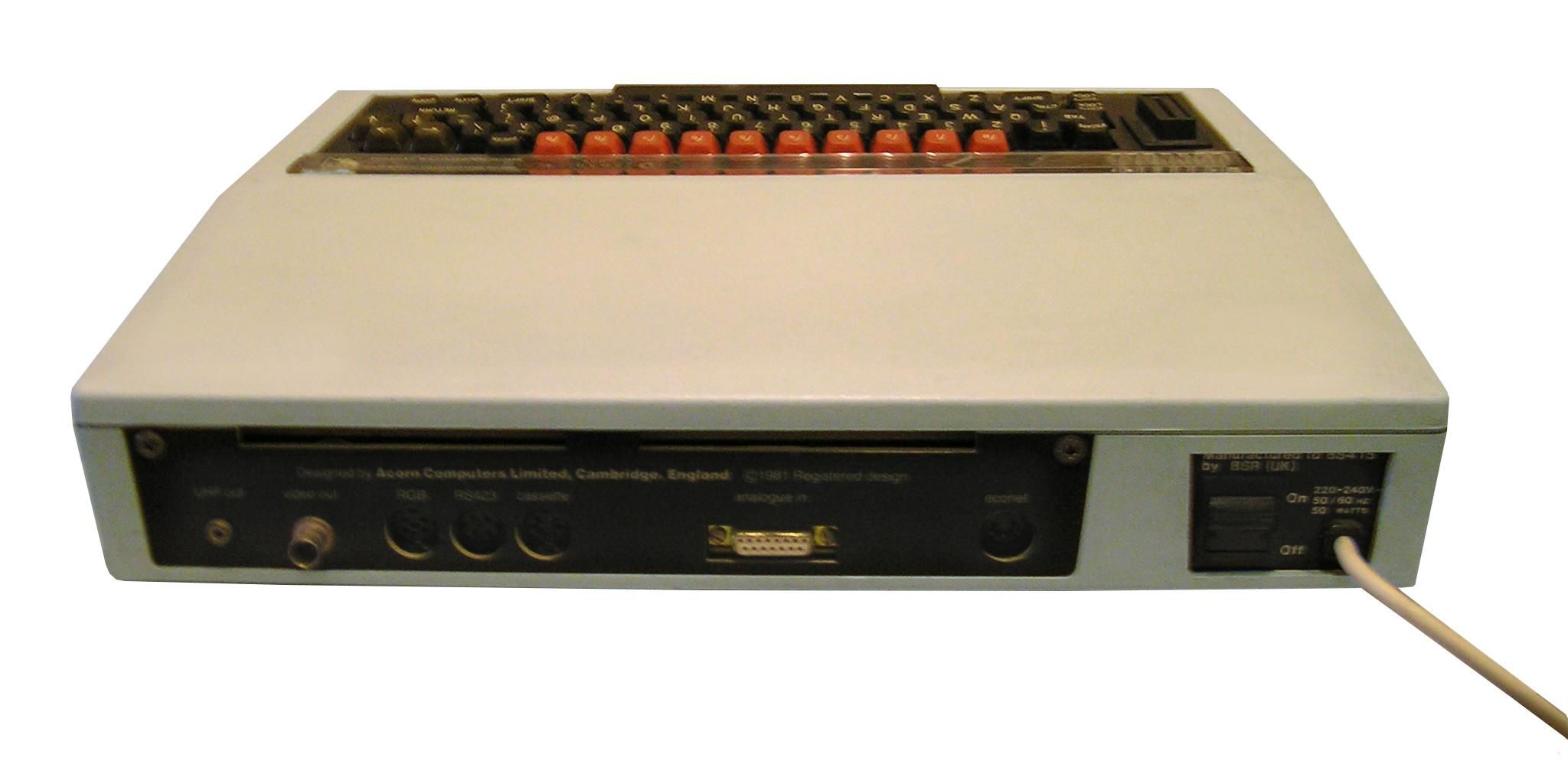
Parte trasera del BBC Micro. Puertos de izquierda a derecha: Salida UHF, Salida de Video, RGB, RS423, Casete, Entrada análoga y Econet.

El Model A tenía 16 KB RAM de usuario, el Model B tenía 32 KB RAM de usuario. Una característica particularmente agradable del hardware era que la RAM tenía un reloj de 4 MHz con accesos que se alternaban entre la CPU y los circuitos de la exhibición video, dando una estructura de dirección de memoria completamente unificada sin degradar la velocidad. La mayoría de los microcomputadores de la competencia que reproducían una imagen con exhibición de memoria mapeada tuvieron degradación de la velocidad del CPU dependiendo de las acciones de los circuitos de video, como en el Amstrad CPC y en un grado menor el ZX Spectrum. Otros mantenían la memoria de video completamente separada del conjunto de direcciones del CPU, como el MSX.
La máquina incluyó un número extra de interfaces de I/O: puertos de impresora serial y paralelo, un puerto de I/O de 8 bits, cuatro entradas análogas y un conector de expansión que permitía conectar otro hardware. También un interface llamada Tube (Tubo) permitía agregar un segundo procesador. Esto pronto fue usado en desarrollos de terceros, incluyendo una tarjeta Zilog Z80 y una unidad de disco que permitieron correr programas CP/M en el BBC. Posiblemente el software más conocido que corría en el Tube era una versión mejorada de Elite (ver abajo). El Model A y el Model B fueron construidos con la misma placa madre y un Model A se podría actualizar a un Model B sin mucha dificultad. Los usuarios que deseaban correr el software del Model B solamente necesitaron agregar la RAM adicional y el chip MOS 6522 VIA (muchos juegos usaban temporizadores de este circuito), etc. Esto era una tarea que podía ser alcanzada sin soldar. Sin embargo, para hacer una mejora completa con todos los puertos externos requería soldar los conectores a la tarjeta madre.
Un descuido evidente en el proceso de fabricación dio lugar a un número significativo de Model B produciendo un constante ruido de zumbido en el altavoz del computador. Esta falla se podía rectificar, en parte, por una persona con habilidades para soldar llevando a cabo ciertas rectificaciones al hardware.

### Software y expansibilidad
Una gran cantidad de juegos fueron escritos para el Beeb, incluyendo la versión original del clásico Elite. Se ha sugerido, pero no se ha verificado, que el primer juego de red multijugador del mundo fue escrito para la computadora BBC, un juego de guerra de estrategia de cierta clase. Una amplia gama de expansiones hardware y periféricos estaban disponibles, y la máquina tenía provisiones para unidades de disquete y hardware de redes (Econet). Había también zócalos para agregar chips adicionales de ROM. El intérprete del lenguaje de programación BASIC, el BBC BASIC, residente en el ROM de la máquina, era por mucho el más sofisticado de su tiempo, y apoyó completamente el enfoque educativo de la máquina. Programas avanzados podían ser escritos sin tener que transitar la selva de la programación en lenguaje ensamblador (necesario con muchas computadoras de la competencia). Si se hubiera deseado, o necesitado, hacer algo en lenguaje ensamblador, el BBC BASIC ofrecía un ensamblador incorporado.

## Máquinas sucesoras y retro escena
El Acorn Electron (1983) fue una versión reducida del BBC Micro, proyectada más para el uso de juegos. Fueron escritos juegos especialmente para el hardware más limitado del Electrón, pero usualmente también podían ser corridos en el BBC. A mediados de 1985, Acorn introdujo el Modelo B+, incrementando la memoria RAM a 64 KB e incluyendo como estándar soporte para disquete, sin embargo, esto tuvo un impacto modesto en el mercado. La RAM adicional en el BBC Micro Model B+ fue asignada en dos bloques, un bloque de 20 KB dedicados solamente para exhibición de la pantalla, llamado "Shadow" RAM (RAM de "sombra"), y un bloque de 12 KB de RAM oblicuo 'especial'. El muy necesario aumento de memoria proporcionado por este nuevo 'Beeb' de 1985 fue un desarrollo bienvenido, pero fue considerado como alrededor de 18 meses demasiado tarde para desafiar las crecientes especificaciones de los nuevos sistemas microcomputadores rivales. Acorn también vendió una versión del B+ con una adición 64 KB (4 × 16 KB de bancos de RAM "oblicuo") para dar un total de 128 KB RAM.
En 1986, Acorn continuó el BBC Micro con la serie del BBC Master, que ofrecía 128 KB de memoria y muchos otros refinamientos que mejoraron el computador original de 1981. Esto atrajo más interés y fue el objetivo de más software, aunque en el corazón era esencialmente la misma arquitectura BBC basada en el 6502, con muchas de las mejoras que el diseño original había hecho posible intencionalmente pero ahora incluidos en la tarjeta de circuitos, como software de ROM adicional, RAM paginado adicional, segundos procesadores. Era un substituto provisional mientras Acorn desarrollaba su proyecto RISC de 32 bits, el Acorn Archimedes.
Por el 2005, gracias a su capacidad de expansión disponible y a las funciones de I/O, todavía hay numerosas BBCs en uso, y una comunidad RetroInformática de usuarios dedicados encontrando nuevas cosas que hacer con el viejo hardware. Se cree que el British Railway Network (La Red Ferroviaria Británica) todavía usa BBCs para manejar el video de las pantallas indicadoras de las salidas de los trenes en las plataformas de las estaciones. Algunos BBC Micro todavía sobreviven en algunas exhibiciones interactivas en museos a través del país (a menudo sin mantenimiento desde que los construyeron). Hay también algunos emuladores del BBC Micro para muchos sistemas operativos, de modo que incluso el hardware original ya no es necesario.

## Especificaciones
- Microprocesador: MOS Technology 6502 de 2 MHz (6512A en el Modelo B+)
- ROM: 32 KB (48 KB en el Modelo B+ debido a la presencia por defecto del ROM 16 KB del "DFS", Sistema de Archivos de Disco WD1770 ) + (16 KB MOS, Machine Operating System (Sistema Operativo de Máquina), 16 KB de espacio paginado de solo lectura que por defecto apuntaba al BBC BASIC en EPROM)
- RAM: 32 KB (16 KB en el Modelo A, 64 KB en el Modelo B+)
- Teclado: Full-travel, con diez teclas de función anaranjadas {\displaystyle f_{0}-f_{9}} en la fila superior
- Representación gráfica altamente configurable basada en el Motorola 6845 CRTC. Ocho modos gráficos fueron proporcionados por el sistema ROM:
  - Los modos del 0 a 6 podían exhibir una selección de colores de una paleta lógica de dieciséis, aunque solamente ocho colores físicos reales estaban disponibles. Los ocho colores básicos del RGB (negro, rojo, verde, amarillo, azul, magenta, cian, blanco) y los mismos colores parpadeando.
  - El Modo 7 proveía capacidad de Teletexto mediante el chip de Teletexto SAA5050 de Mullard

| Modo gráfico | Resolución (X×Y) | Resolución (X×Y) | Colores | Video RAM usado (KB) |
| Modo gráfico | Caracteres       | Píxeles          | Colores | Video RAM usado (KB) |
| ------------ | ---------------- | ---------------- | ------- | -------------------- |
| 0            | 80 × 32          | 640 × 256        | 2       | 20                   |
| 1            | 40 × 32          | 320 × 256        | 4       | 20                   |
| 2            | 20 × 32          | 160 × 256        | 8       | 20                   |
| 3            | 80 × 25          | –                | 2       | 16                   |
| 4            | 40 × 32          | 320 × 256        | 2       | 10                   |
| 5            | 20 × 32          | 160 × 256        | 4       | 10                   |
| 6            | 40 × 25          | –                | 2       | 8                    |
| 7            | 40 × 25          | Teletext         | 8       | 1                    |
- Chip de sonido Texas Instruments SN76489 con tres canales independientes de sonido y uno de ruido blanco.
- El soporte del hardware incorporado incluía:
  - ROM enchufables, directamente o vía tarjetas hijas "oblicuas"
  - Interfaz de cinta (con control de motor), usando una variación del esquema de codificación de datos Kansas City standard
  - Puerto paralelo de impresión Centronics (solamente Modelo B)
  - Comunicaciones seriales (usando el RS-423, un sobreconjunto del RS-232)
  - Salida de exhibición para el TV, RGB o monitor de video de 1V p-p
  - Cuatro entradas análogas (convenientes para dos joysticks)
  - Interface propietaria "Tube" para un segundo CPU externo (las opciones incluyeron un 6502 de 3 MHz, un Zilog Z80, un NS32016, un ARM1, y otros)
  - un "puerto del usuario" (Modelo B solamente), y
  - Expansión genérica a través de un "bus de 1 MHz".
- El uso de unidades de disquete requería la instalación de una ROM DFS (sistema de archivos de disco) y de una tarjeta controladora de disco basada en el chip Intel 8271 (más adelante, y en el Modelo B+, el WD1770)
- Vía "El Tube" un segundo CPU podía ser conectado (incluyendo un 6502 de 3 MHz, un Zilog Z80 para poder usar CP/M por ejemplo, un NS32016, un ARM1, y otros)
- La tarjeta madre por defecto del Modelo A y B también podía ser actualizada agregando los siguientes componentes:
  - Sistema de red de larga escala y bajo costo "Econet"
  - Sistema de archivos de cartucho ROM/RAM vía una ranura a la izquierda del teclado
  - Hardware de sintetizador de voz (muy pocas personas se molestaron con esta actualización, ya que el sintetizador era algo limitado, y algunos programadores de juegos tuvieron éxito en producir, por medio de software, una síntesis de voz más versátil, usando solamente el hardware estándar de sonido)
  - Botón Reset (es dudoso que alguna persona haya añadido esto, dado que un completo reseteo del hardware se podía lograr, en cualquier momento, por atajos del teclado, incluso si la máquina se hubiese colgado.)

La carcasa fue diseñada por el diseñador industrial Allen Boothroyd de Cambridge Product Design Ltd. La máquina fue producida en un color amarillo crema cálido, en contraste con las estériles cajas de color beige preferidas por otros fabricantes. Algo divertido es que esto significaba que los coleccionistas de las computadoras BBC no necesitan preocuparse tanto del temido volverse "amarillento" que plaga las cubiertas plásticas envejecidas de muchas otras máquinas.

## Trivia
- El músico Vince Clarke de las bandas pop de sintetizadores británicas Depeche Mode, Yazoo, y Erasure usó un BBC Micro (y más adelante un BBC Master) con el secuenciador UMI para componer muchos éxitos. En videos de música a partir de los años 1980 en donde figura Vince Clarke, un BBC Micro está a menudo presente o proporciona el texto y gráficos tales como el clip para Oh L'Amour de Erasure.
- Además de Yazoo, también el grupo Queen usó el Secuenciador Musical UMI en su disco A Kind of Magic. El UMI es también mencionado en el folleto del CD. Otras bandas que han utilizado el Beeb para hacer música son A-ha y la banda de reggae Steel Pulse.
- El BBC Micro proveyó gráficos en-juego para el show de televisión "The Adventure Game" (El Juego de Aventura), donde la tecla BREAK del teclado fue cubierta por una caja plástica para prevenir presionarla accidentalmente.